# Лепик, Людовик Наполеон
Граф Людовик-Наполеон Лепик (17 декабря 1839, Париж — 27 октября 1889, там же) — французский аристократ, художник-любитель, антрополог, археолог, балетоман и меценат, наиболее известный своей дружбой с импрессионистами, и особенно с Эдгаром Дега, для которого неоднократно служил моделью.

## Происхождение
Людовик Наполеон Лепик принадлежал к числу потомков наполеоновской аристократии. Его прадед был бедным представителем простого народа. Дед, Луи Лепик записался рядовым драгуном в королевскую армию. В королевской Франции он не имел шансов продвинуться по службе выше сержанта, но благодаря французской революции стал офицером, а при Наполеоне возглавил полк Конных Гренадер Императорской гвардии, элиту французской тяжелой кавалерии, своего рода аналог кавалергардов. В битве при Прейсиш-Эйлау Лепик прославился своей атакой на русские полки. Именно это сражение принесло ему чин генерала и широкую известность. В благодарность за службу Наполеон даровал ему титул барона (1809) а позднее и графа (1815).
Его старший сын, Наполеон Лепик, также стал военным, но гораздо менее знаменитым. Старшим сыном Наполеона Лепика и был Людовик-Наполеон, 3-й граф Лепик. Позднее Людовик-Наполеон весьма гордился прошлым своей семьи: одну из своих дочерей, которая также была запечатлена на картинах Дега, он назвал Эйлау.

## Биография

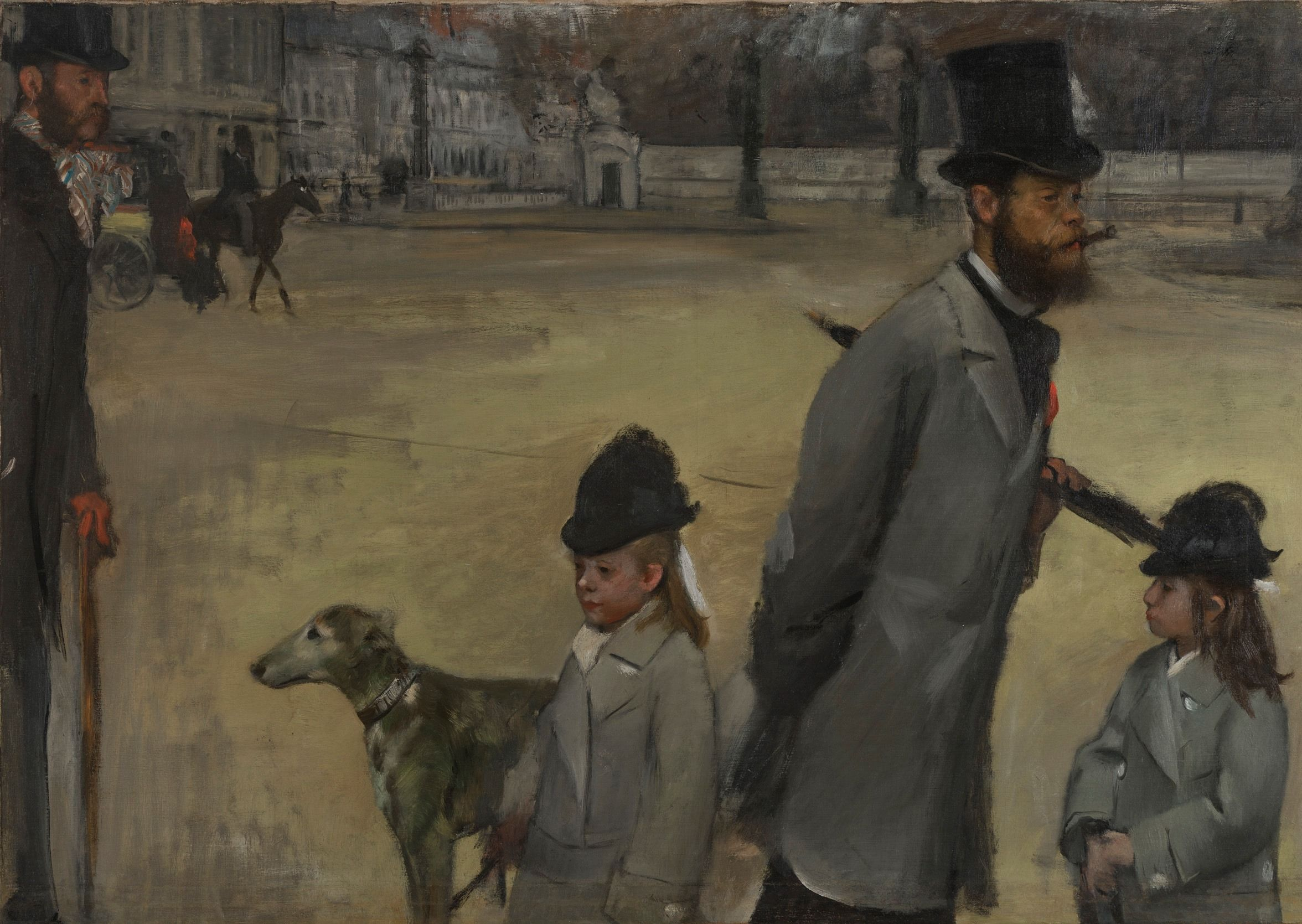
Эдгар Дега. «Площадь Согласия» (граф Лепик и его дочери пересекают площадь Согласия). 1875, Государственный Эрмитаж, Санкт-Петербург

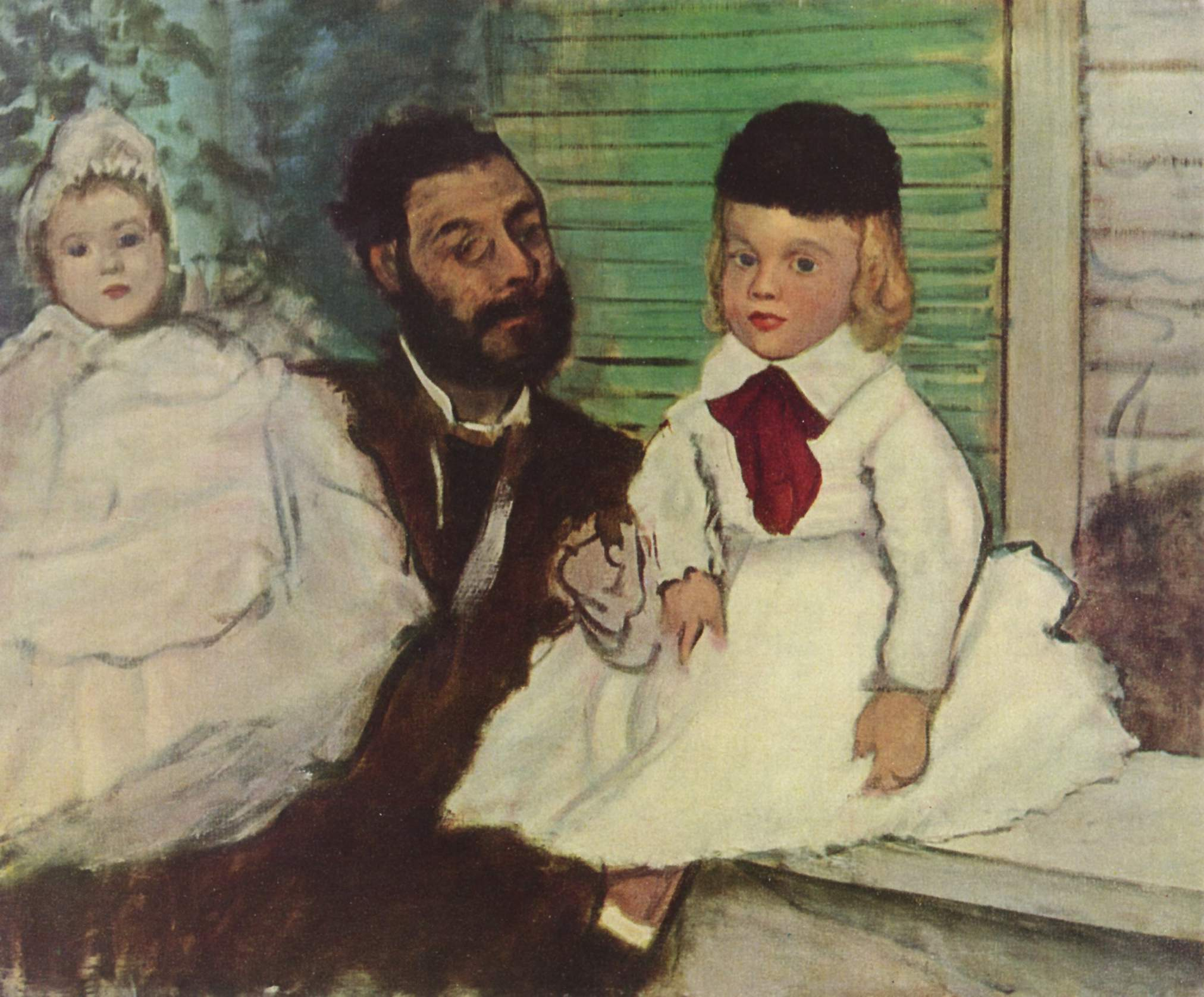
Эдгар Дега. Граф Лепик с дочерьми. 1870, Собрание фонда Эмиля Бюрле, Цюрих

Старшему сыну офицера-аристократа с детства прочили военную карьеру. Однако победил интерес к искусству: Лепик стал учиться живописи, сперва у бельгийского придворного художника Густава Вапперса, а потом на художественных курсах другого бельгийца, претенциозного Шарля Верла которого потомки, справедливо или нет, в основном помнят за его презрение к Ван Гогу. Шарль Верла считался анималистом, однако, фактически, его работы с такими названиями, как «Бык, терзающий волка» или «Лесоруб, защищающий свою возлюбленную от медведя при помощи топора» выдавали в нём весьма посредственное знакомство с дикой природой.
Первые работы Лепика были подражаниями Верла, однако он и сам сознавал их слабость. Желая продолжить свое художественное образование, он поступил в мастерскую талантливого художника-академиста Марка Глейра, а затем обучался у знаменитого Александра Кабанеля, через уроки которого прошла добрая половина знаменитых художников Франции того времени. Одни стремились подражать Кабанелю, другие отвергали его художественное мировоззрение, как устаревшее, но всё равно учились у него.
Что касается Лепика, то он колебался. Приблизительно в конце 1850-х годов он близко подружился с Эдгаром Дега, который познакомил его с другими художниками из числа своих единомышленников: Ренуаром, Моне, Сезанном, Писсарро. Много позже, когда в 1874 году у импрессионистов, уже ставших сложившимся направлением, возникла идея провести собственную художественную выставку, граф Лепик принял в её подготовке деятельное участие, в том числе, вероятно, и финансовое. Однако картины самого Лепика на выставку не попали: по одной версии они были забракованы импрессионистами; по другой, сам Лепик опасался пойти на стол решительный конфликт с Парижским салоном, который в то время осуждал импрессионизм.

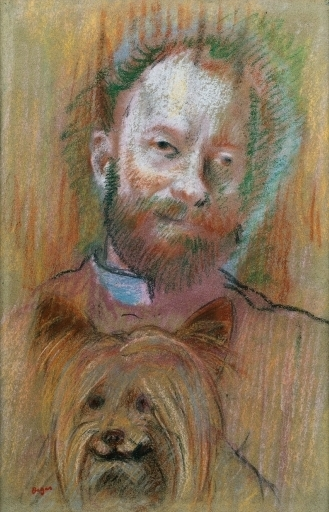
Эдгар Дега. Людовик Лепик со своим псом. 1889, Художественный музей Кливленда, США

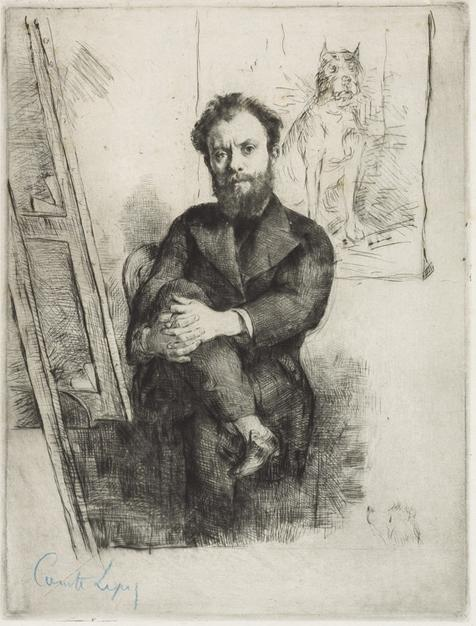
Марселен Дебутен. Портрет Людовика Лепика. Национальная галерея Канады

К тому времени граф был уже женатым человеком. Его избранницей стала Жозефина Сцеволь де Барраль (Scévole de Barral), семье которой принадлежал замок близ Шамбери. В этом браке родилось три дочери: Эйлау, Жанин и Марселла.
Помимо живописи, граф интересовался археологией. В 1869 году он стал действительный членом парижского Антропологического общества. Граф Лепик был одним из людей, стоявших у истоков научного археологического изучения первобытного человека. Он не был профессиональным археологом и антропологом, но зато, как опытный рисовальщик, создавал зарисовки первобытных орудий и реконструкции первоначального вида жилищ и предметов, найденных при раскопках, которые позднее издавал. В 1872 году он на свои средства основал в Экс-ле-Бене музей, где были выставлены результаты археологических раскопок.
Помимо прочего, Лепик участвовал в изучении памятников мустьерской культуры в Ардеше и раскопках неолитических свайных жилищ в Швейцарии (1854) и Савойе (1856). В 1873 году он был избран членом-корреспондентом Савойской академии наук.
В 1870-е годы граф поселился в Берке на побережье Ла-Манша, где сосредоточился на создании морских видов. Эти картины, в создании которых он использовал новые художественные веяния, наконец-то принесли Лепику долгожданную известность, как живописцу. В 1882 году он получил звание официального художника-мариниста Французской республики, а год спустя, в 1883 году в парижском Дворце Промышленности состоялась персональная выставка Лепика, куда он предоставил сто пятьдесят своих картин.
Граф Лепик разделял с Эдгаром Дега интерес к балету, что, впрочем, плохо кончилось для его семейных отношений: любовницей графа стала прима-балерина Мари Санлавиль (Marie Sanlaville). Решив попробовать свои силы в качестве художника по костюмам, Лепик создал эскизы костюмов для ряда спектаклей: опер и, в особенности, балетов, в которых должна была танцевать Мари. 27 октября 1889 года он внезапно скончался на руках у балерины.

## Галерея

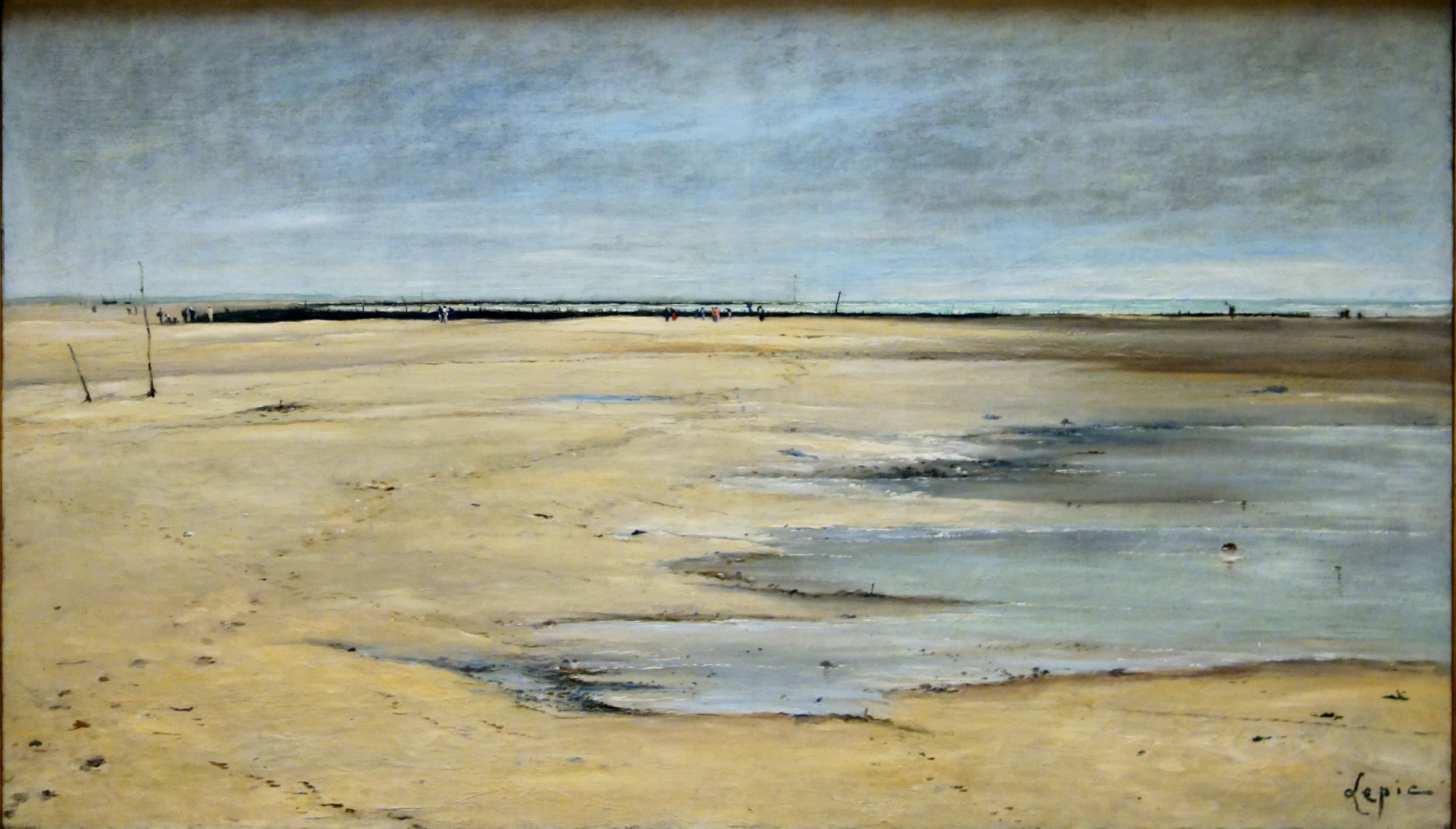
Пляж в Берке
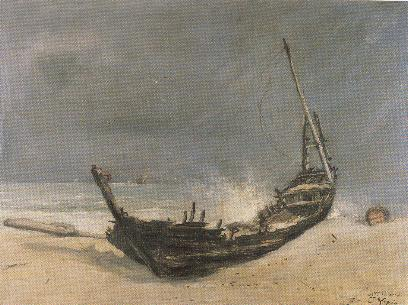
Разбитая лодка
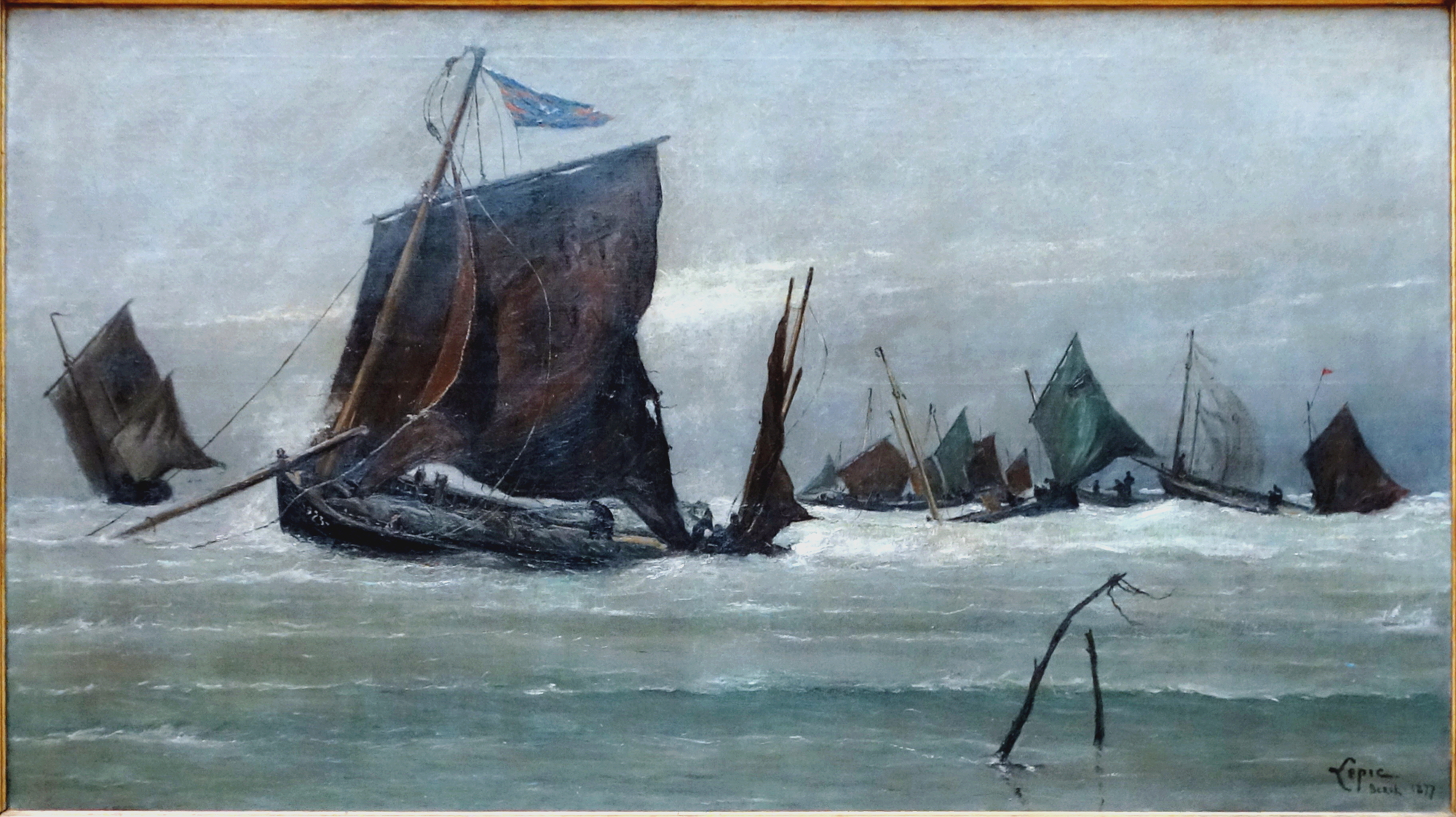
Рыбацкие лодки, возвращающиеся в Берк
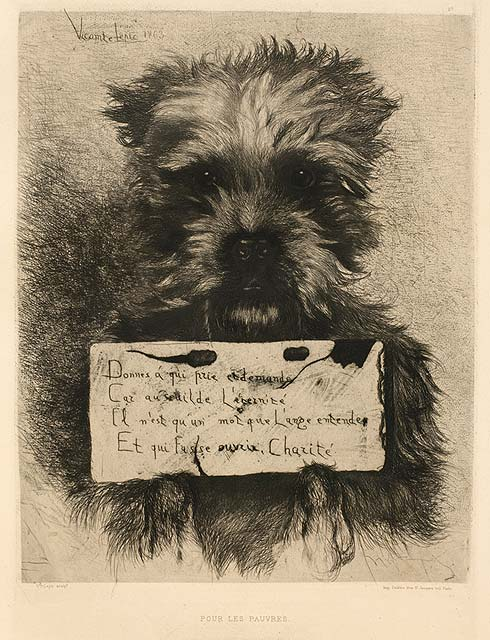
Рисунок собаки
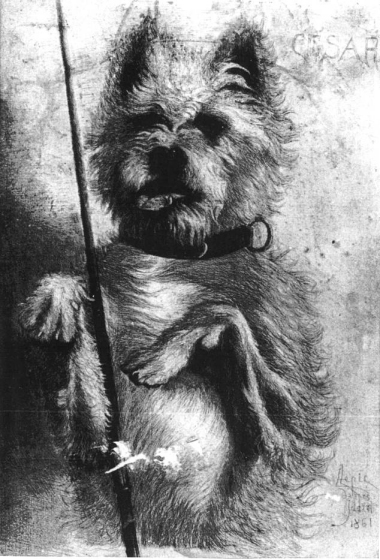
Пёс Цезарь
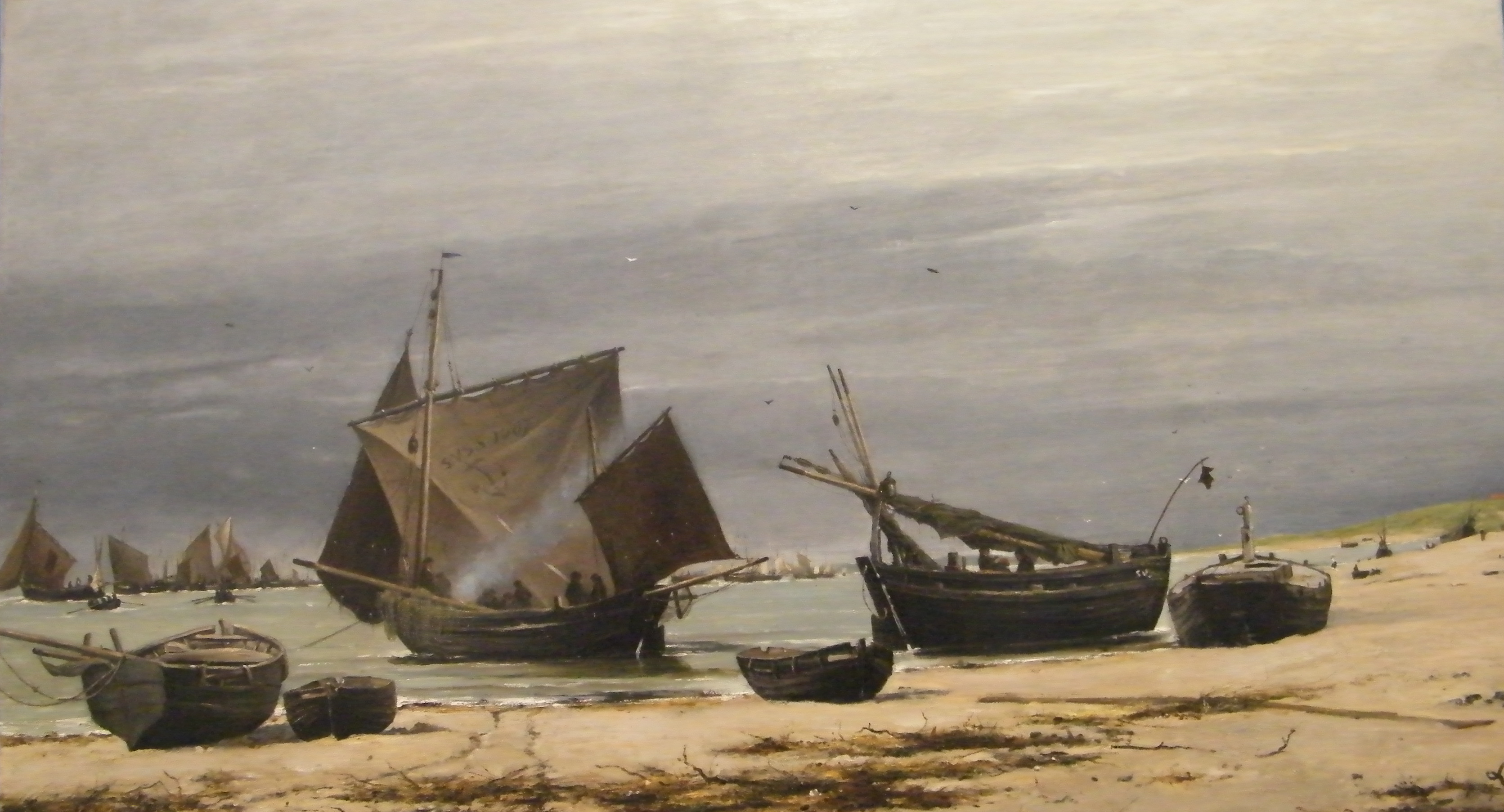
Рыбацкие лодки, Берк
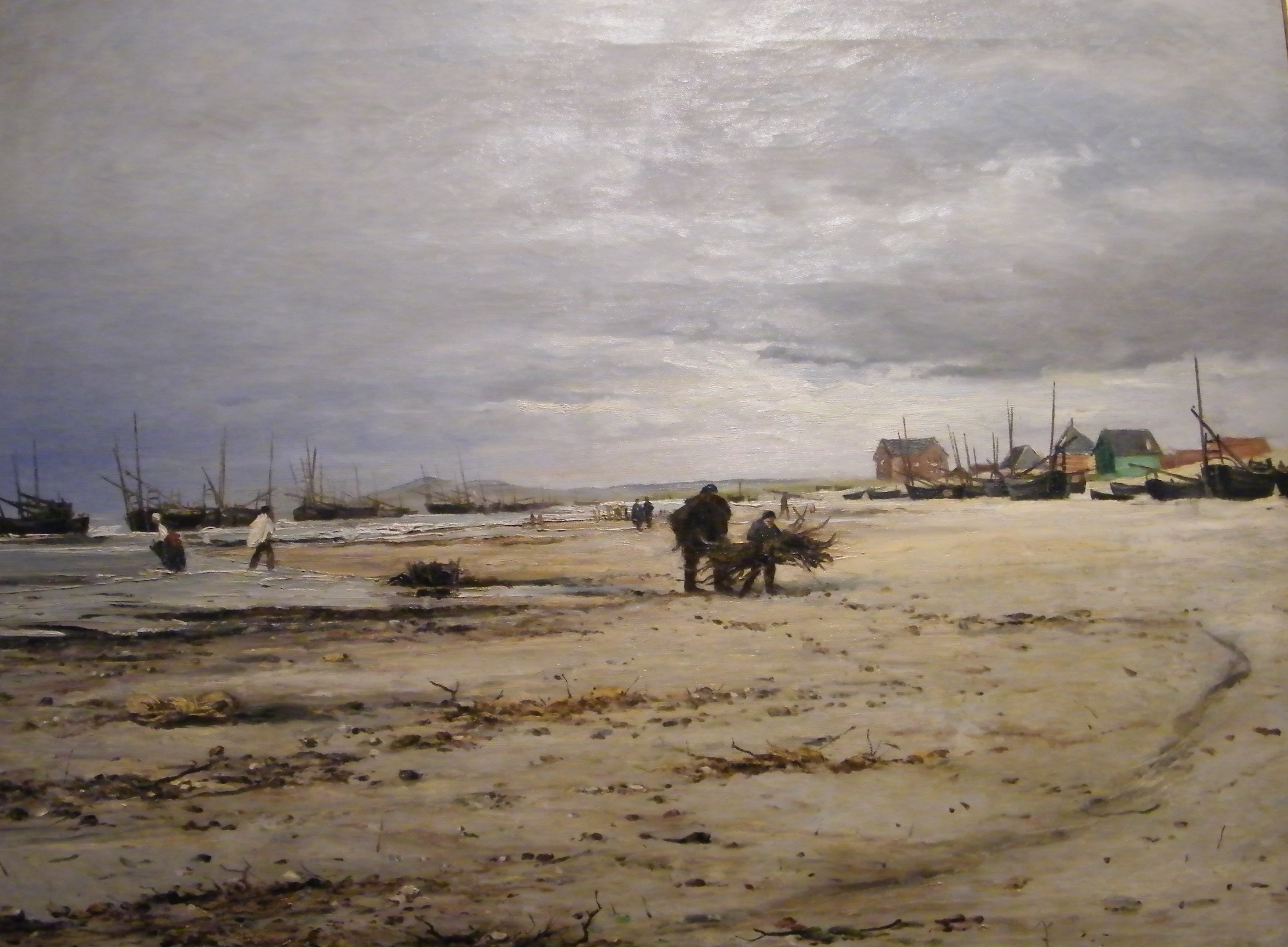
Берк во время отлива
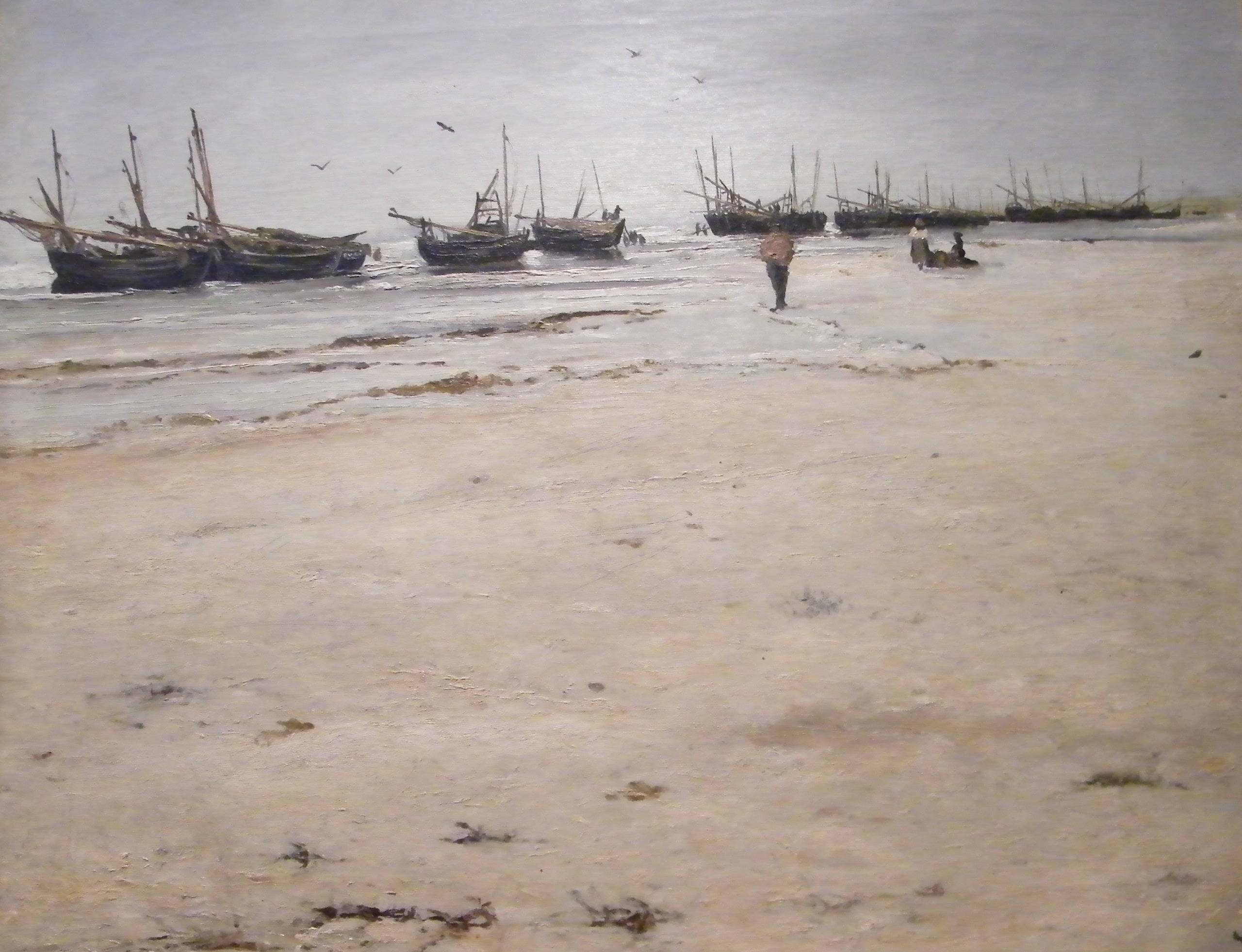
Берк. Рыбачьи лодки. Отлив